# Wolfman Jack
Robert Weston Smith, conocido como Wolfman Jack (21 de enero de 1938 – 1 de julio de 1995), fue un disc jockey y presentador de televisión estadounidense. Famoso por su voz grave, él mismo se refería a su éxito diciendo: "Un par de tragos de whisky me ayudan a tener este agradable sonido rasposo." Trabajó en una gran cantidad de programas radiales y fue conductor del programa de televisión musical The Midnight Special de Burt Sugarman.
El 1 de julio de 1995, Smith falleció de un paro cardíaco en su casa en Belvidere, Carolina del Norte, poco tiempo después de finalizar su programa de radio semanal. Fue enterrado en un cementerio familiar en Belvidere.